# Ostoja Brodnicka
Ostoja Brodnicka este o arie protejată (sit de importanță comunitară — SCI) din Polonia întinsă pe o suprafață de 4.176,86 ha, integral pe uscat.

## Localizare
Centrul sitului Ostoja Brodnicka este situat la coordonatele 53°21′04″N 19°16′43″E / 53.3511°N 19.2786°E.

## Înființare
Situl Ostoja Brodnicka a fost declarat sit de importanță comunitară în octombrie 2009 pentru a proteja 4 specii de plante și 3 specii de animale.

## Biodiversitate
Situată în ecoregiunea continentală, aria protejată conține 17 habitate naturale: Mlaștini calcaroase cu Cladium mariscus și specii de Caricion davallianae, Mlaștini alcaline, Păduri de fag Luzulo-Fagetum, Păduri de fag Asperulo-Fagetum, Păduri de stejar și carpen Galio-Carpinetum, Mlaștini împădurite, Lacuri și iazuri distrofice naturale, Pajiști cu Molinia pe soluri calcaroase, turboase sau argilos-nămoloase (Molinion caeruleae), Liziere de ierburi înalte hidrofile de câmpie și de nivel montan până la alpin, Fânețe de joasă altitudine (Alopecurus pratensis, Sanguisorba officinalis), Turbării active, Mlaștini oligotrofe degradate, capabile încă de regenerare naturală, Mlaștini turboase de tranziție și turbării mișcătoare, Ape puternic oligomezotrofe cu vegetație bentonică cu Chara spp., Lacuri eutrofice naturale cu vegetație de tip Magnopotamion sau Hydrocharition, Păduri aluvionare cu Alnus glutinosa și Fraxinus excelsior (Alno-Padion, Alnion incanae, Salicion albae), Păduri mixte riverane de Quercus robur, Ulmus laevis și Ulmus minor, Fraxinus excelsior sau Fraxinus angustifolia, de-a lungul marilor râuri (Ulmenion minoris).
La baza desemnării sitului se află mai multe specii protejate:
- plante (4): otrățelul bălților (Aldrovanda vesiculosa), papucul doamnei (Cypripedium calceolus), Hamatocaulis vernicosus, moșișoare (Liparis loeselii)
- mamifere (2): castor (Castor fiber), vidră de râu (Lutra lutra)
- pești (1): boarță (Rhodeus amarus)